# Юрика (Південна Дакота)
Юрика (англ. Eureka) — місто (англ. city) в США, в окрузі Макферсон штату Південна Дакота. Населення — 813 особи (2020).

## Географія
Юрика розташована за координатами 45°46′16″ пн. ш. 99°37′14″ зх. д. / 45.77111° пн. ш. 99.62056° зх. д. (45.771141, -99.620630).  За даними Бюро перепису населення США в 2010 році місто мало площу 2,59 км², з яких 2,42 км² — суходіл та 0,17 км² — водойми.

## Демографія
Згідно з переписом 2010 року, у місті мешкало 868 осіб у 452 домогосподарствах у складі 240 родин. Густота населення становила 335 осіб/км².  Було 649 помешкань (251/км²).
Расовий склад населення:
| - 98,2 % — білих - 0,2 % — азіатів |

До двох чи більше рас належало 1,6 %. Частка іспаномовних становила 1,2 % від усіх жителів.
За віковим діапазоном населення розподілялося таким чином: 13,2 % — особи молодші 18 років, 39,2 % — особи у віці 18—64 років, 47,6 % — особи у віці 65 років та старші. Медіана віку мешканця становила 63,5 року. На 100 осіб жіночої статі у місті припадало 77,1 чоловіків;  на 100 жінок у віці від 18 років та старших — 76,8 чоловіків також старших 18 років.
Середній дохід на одне домашнє господарство  становив 40 949 доларів США (медіана — 30 242), а середній дохід на одну сім'ю — 55 356 доларів (медіана — 51 250). За межею бідності перебувало 16,3 % осіб, у тому числі 15,7 % дітей у віці до 18 років та 13,3 % осіб у віці 65 років та старших.
Цивільне працевлаштоване населення становило 320 осіб. Основні галузі зайнятості: освіта, охорона здоров'я та соціальна допомога — 30,6 %, виробництво — 16,6 %, будівництво — 11,3 %, роздрібна торгівля — 10,6 %.